# Sad Song (песня Maruv)
«Sad Song» (с англ. — «Грустная песня») — сингл украинской певицы Maruv, выпущенный 11 сентября 2020 года на лейбле Warner Music Russia.

## История
О песне Maruv сказала следующее:
Трек я записала ещё зимой. Это песня о любовном треугольнике. О том, как нужно отстаивать свои личные границы и не пускать за их пределы чужака. Меня вдохновил сериал „Почему женщины убивают“: там показали пару, у которой были свободные отношения, а потом жена привела в дом свою любовницу. Моя песня — предупреждение всем, кто покушается на чужое гнёздышко.Maruv
За несколько дней до выхода сингла Maruv организовала Zoom-встречу, где устроила предпремьерное прослушивание песни.
Релиз видеоклипа на трек состоялся 11 сентября на официальном YouTube-канале Maruv, в день выхода сингла. В чёрно-бело-красном видео она предстаёт в провокационном образе. Режиссёром видео стала киевский дизайнер Яна Чаплыгина.
12 сентября 2020 Maruv показала кадры со съёмок клипа, выложив пост в Instagram.

## Чарты
| Чарт (2020)                        | Высшая позиция |
| ---------------------------------- | -------------- |
| СНГ (Top Radio & YouTube Hits)     | 128            |
| СНГ (Top Radio Hits)               | 107            |
| СНГ (Top YouTube Hits)             | 77             |
| Россия (Top YouTube Hits)          | 77             |
| Россия (Top Radio Hits)            | 96             |
| Москва (Top Radio Hits)            | 67             |
| Украина (Top Radio & YouTube Hits) | 87             |
| Украина (Top YouTube Hits)         | 54             |
| Россия (Яндекс.Музыка)             | 47             |